# Prochoriwka (obwód czerkaski)
Prochoriwka (ukr. Прохорівка) – wieś na Ukrainie, w obwodzie czerkaskim, w rejonie czerkaskim, w hromadzie Liplawe. W 2001 liczyła 405 mieszkańców, spośród których 402 wskazało jako ojczysty język ukraiński, 2 rosyjski, a 1 mołdawski.